# Uogólnianie typu indukcyjnego
Uogólnianie typu indukcyjnego – w dydaktyce matematyki jest uogólnianiem twierdzeń lub rozumowań, wnioskowaniem empirycznym, rozumianym jako proces odkrywania praw ogólnych na podstawie kilku przypadków szczególnych i poszukiwaniu dla nich wspólnego schematu. Od empiryzmu w przyrodzie różni się tym, że przypadki szczególne dotyczą ściśle matematyki.
Teza stawiana na drodze uogólniania typu indukcyjnego stanowi ogólniejszą wersję twierdzeń, na podstawie których została sformułowana (tzn. każde z twierdzeń można otrzymać z ogólnej tezy na drodze specyfikacji), lecz sam ten fakt nie gwarantuje jeszcze prawdziwości stawianej hipotezy (por. przykład 2). Prawdziwość matematyczną hipotezy należy zweryfikować.
Badania wykazują, że zdolni uczniowie często stosują próby uogólniania typu indukcyjnego w sposób spontaniczny. Anna Zofia Krygowska postuluje, by słabszym uczniom sugerować uogólnianie typu indukcyjnego i metodami heurystycznymi pomagać im w dostrzeżeniu ogólniejszych schematów widocznych w kilku szczególnych twierdzeniach matematycznych.

## Przykłady

### Przykład 1
Uczeń ma obliczyć sumę
{\displaystyle S_{n}={\frac {1}{1\cdot 2}}+{\frac {1}{2\cdot 3}}+{\frac {1}{3\cdot 4}}+\ldots +{\frac {1}{(n-1)\cdot n}}.}
Zaczyna rozumowanie od obliczenia pierwszych trzech wyrazów ciągu {\displaystyle S_{n}.} Otrzymuje:
{\displaystyle S_{1}={\frac {1}{2}},\ \ S_{2}={\frac {2}{3}},\ \ S_{3}={\frac {3}{4}}.}
Są to trzy szczególne twierdzenia. Uczeń zauważa, że te równości można otrzymać z równości:
{\displaystyle S_{n}={\frac {n}{n+1}}}
odpowiednio przed podstawienie {\displaystyle n=1,\ n=2,\ n=3.} Twierdzenie
{\displaystyle \forall _{n\in \mathbb {N} }\ S_{n}={\frac {n}{n+1}}}
jest twierdzeniem ogólniejszym od każdego z trzech wymienionych twierdzeń, bo każde z nich można otrzymać z tego twierdzenia przez specyfikację. Każde z tych trzech twierdzeń szczególnych jest twierdzeniem prawdziwym, tego jesteśmy pewni, twierdzenie ogólne natomiast jest w tej fazie jeszcze tylko hipotezą, której słuszność trzeba zbadać

### Przykład 2
Obliczyć wartość funkcji {\displaystyle n\to f(n)=n^{2}-n+41} określonej w zbiorze liczb naturalnych dla liczb pierwszej dziesiątki. Uzupełnić zapisy: {\displaystyle f(1)=...,} {\displaystyle f(2)=...,} {\displaystyle f(3)=...,} {\displaystyle f(4)=...,} {\displaystyle f(5)=...,} {\displaystyle f(6)=...,} {\displaystyle f(7)=...,} {\displaystyle f(8)=...,} {\displaystyle f(9)=...,} {\displaystyle f(10)=...}
Jakimi liczbami są otrzymane wartości tej funkcji?

Uczeń zauważy, że otrzymane liczby są pierwsze, przez co postawi (błędną) hipotezę, że wartości tej funkcji są zawsze liczbami pierwszymi, a fałszywość tej hipotezy uczeń będzie musiał odkryć, stosując właściwą weryfikację matematyczną.